# سومر شحادة
سومر شحادة (وُلد عام 1989 بمدينة اللاذقية)، هو كاتب وروائي وصحفي سوري، ودرس هندسة الإلكترونيات والإتصالات، ثم عمل بمجال الصحافة الثقافيّة في عدد من الصحف والمجلات والمواقع الإلكترونية العربية مثل مجلة رمان الثقافية، وموقع ألترا عراق. نُشرت روايته الأولى عام 2016 بعنوان «حقول الذرة»، وحصلت على جائزة الطيب صالح العالمية للإبداع الكتابي.

## مؤلفاته
ألف سومر شحادة العديد من الروايات التي ناقش فيها الواقع السوري والعربي بأزماته ومشكلاته في الماضي والحاضر، ومنها:
- حقول الذرة (رواية): صدرت عام 2016 عن دار ممدوح عدوان للنشر والتوزيع بدمشق.[4]
- الهجران (رواية): صدرت عام 2019 عن دار التنوير للنشر والتوزيع بالقاهرة.[5]
- الآن بدأت حياتي (رواية)، صدرت عام 2024 عن «دار الكرمة» في 198 صفحة).[6]

## الجوائز
حظي سومر شحادة بتكريم العديد من الجهات المحلية والعربية، وحصل على عدد من الجوائز الأدبيّة، ومن أهمها:
- جائزة الطيب صالح العالمية للإبداع الكتابي عام 2016 عن روايته «حقول الذرة».[7][8]
- جائزة نجيب محفوظ للرواية في دورتها الثالثة عام 2021، والمقدمة من المجلس الأعلى للثقافة، وفاز بها في فرع الرواية العربية عن روايته «الهجران».[9][10]